# Nottingham Forest Football Club 1978-1979
Questa voce raccoglie le informazioni riguardanti il Nottingham Forest Football Club nelle competizioni ufficiali della stagione 1978-1979.

## Stagione
In quest'annata, la formazione ha partecipato per la prima volta alla Coppa dei Campioni, avendo vinto la stagione precedente il suo primo campionato inglese. Il club realizzò nella stagione il cosiddetto treble vincendo difatti ben tre trofei. Il primo fu il Charity Shield, la supercoppa di calcio inglese, dove batté l'Ipswich Town; seguì la Football League Cup, per la seconda volta, che si disputava tra le formazioni professionistiche inglesi; ma soprattutto vinse proprio la Coppa dei Campioni dopo aver battuto nella finale di Monaco di Baviera il Malmö FF, con rete del neoacquisto Trevor Francis. In campionato arrivò però in seconda posizione alle spalle del Liverpool, che tuttavia eliminò al primo turno della Coppa dei Campioni, alla quale parteciparono entrambe in quanto il Liverpool era campione d'Europa in carica.

## Maglie e sponsor
Sponsor tecnico della società per la stagione era il marchio tedesco Adidas.
|  | Casa |  | Trasferta |

## Rosa
| N. |                        | Ruolo | Calciatore    |
| -- | ---------------------- | ----- | ------------- |
|    | Inghilterra (bandiera) | P     | Peter Shilton |
|    | Inghilterra (bandiera) | P     | Chris Woods   |
|    | Inghilterra (bandiera) | D     | Viv Anderson  |
|    | Inghilterra (bandiera) | D     | Colin Barrett |
|    | Scozia (bandiera)      | D     | Kenny Burns   |
|    | Inghilterra (bandiera) | D     | Frank Clark   |
|    | Inghilterra (bandiera) | D     | Bryn Gunn     |
|    | Inghilterra (bandiera) | D     | Larry Lloyd   |
|    | Inghilterra (bandiera) | D     | Dave Needham  |
|    | Inghilterra (bandiera) | C     | Ian Bowyer    |
|    | Scozia (bandiera)      | C     | John McGovern |

| N. |                             | Ruolo | Calciatore     |
| -- | --------------------------- | ----- | -------------- |
|    | Inghilterra (bandiera)      | C     | Gary Mills     |
|    | Scozia (bandiera)           | C     | Archie Gemmill |
|    | Irlanda del Nord (bandiera) | C     | Martin O'Neill |
|    | Scozia (bandiera)           | C     | John Robertson |
|    | Inghilterra (bandiera)      | C     | Steve Burke    |
|    | Inghilterra (bandiera)      | A     | Garry Birtles  |
|    | Inghilterra (bandiera)      | A     | Steve Elliott  |
|    | Inghilterra (bandiera)      | A     | Trevor Francis |
|    | Inghilterra (bandiera)      | A     | Peter Withe    |
|    | Scozia (bandiera)           | A     | John O'Hare    |
|    | Inghilterra (bandiera)      | A     | Tony Woodcock  |

## Calciomercato
| Acquisti | Acquisti       | Acquisti        | Acquisti   |  |
| R.       | Nome           | da              | Modalità   |  |
| -------- | -------------- | --------------- | ---------- |  |
| A        | Trevor Francis | Birmingham City | definitivo |  |

| Cessioni | Cessioni    | Cessioni      | Cessioni   |  |
| R.       | Nome        | a             | Modalità   |  |
| -------- | ----------- | ------------- | ---------- |  |
| A        | Peter Withe | Newcastle Utd | definitivo |  |

## Risultati

### Football League Cup
| Oldham 29 agosto 1978 secondo turno | Oldham Athletic | 0 – 0 | Nottingham Forest | Boundary Park (13 793 spett.) |

| Nottingham 6 settembre 1978 secondo turno - replay                 | Nottingham Forest | 4 – 2 | Oldham Athletic | City Ground (19 669 spett.) |
| \| \| \| \| \| Needham Burns Woodcock Robertson \| Marcatori \| \| |                   |       |                 |                             |
|                                                                    |                   |       |                 |                             |
| Needham Burns Woodcock Robertson                                   | Marcatori         |       |                 |                             |

| Oxford 4 ottobre 1978 Terzo turno                                             | Oxford Utd | 0 – 5                                       | Nottingham Forest | Manor Ground (14 287 spett.) |
| \| \| \| \| \| \| Marcatori \| Anderson McGovern O'Neill Birtles Robertson \| |            |                                             |                   |                              |
|                                                                               |            |                                             |                   |                              |
|                                                                               | Marcatori  | Anderson McGovern O'Neill Birtles Robertson |                   |                              |

| Liverpool 7 novembre 1978 Quarto turno                    | Everton   | 2 – 3                   | Nottingham Forest | Goodison Park (48,503 spett.) |
| \| \| \| \| \| \| Marcatori \| Anderson Woodcock Lloyd \| |           |                         |                   |                               |
|                                                           |           |                         |                   |                               |
|                                                           | Marcatori | Anderson Woodcock Lloyd |                   |                               |

| Nottingham 13 dicembre 1978 Quinto turno                     | Nottingham Forest | 3 – 1 | Brighton | City Ground (30 672 spett.) |
| \| \| \| \| \| McGovern Birtles Robertson \| Marcatori \| \| |                   |       |          |                             |
|                                                              |                   |       |          |                             |
| McGovern Birtles Robertson                                   | Marcatori         |       |          |                             |

| Nottingham 17 gennaio 1979 Semifinale - Andata        | Nottingham Forest | 3 – 1 | Watford | City Ground (32 438 spett.) |
| \| \| \| \| \| Birtles , Robertson \| Marcatori \| \| |                   |       |         |                             |
|                                                       |                   |       |         |                             |
| Birtles , Robertson                                   | Marcatori         |       |         |                             |

| Watford 30 gennaio 1979 Semifinale - Ritorno | Watford | 0 – 0 | Nottingham Forest | Vicarage Road (27 656 spett.) |

| Arbitro: | Reeves |

|                               |           |                      |
| Birtles 51’, 79’ Woodcock 83’ | Marcatori | 16’ Peach 88’ Holmes |

### Coppa dei Campioni
| Nottingham 13 settembre 1978 1º turno - Andata    | Nottingham Forest | 2 – 0 | Liverpool | City Ground (38 318 spett.) |
| \| \| \| \| \| Barrett Birtles \| Marcatori \| \| |                   |       |           |                             |
|                                                   |                   |       |           |                             |
| Barrett Birtles                                   | Marcatori         |       |           |                             |

| Liverpool 27 settembre 1978 1º turno - Ritorno | Liverpool | 0 – 0 | Nottingham Forest | Anfield (51 679 spett.) |

| Atene 18 ottobre 1978 2º turno - Andata            | AEK Atene | 1 – 2            | Nottingham Forest | Nea Filadelfeia Stadium (36 000 spett.) |
| \| \| \| \| \| \| Marcatori \| McGovern Birtles \| |           |                  |                   |                                         |
|                                                    |           |                  |                   |                                         |
|                                                    | Marcatori | McGovern Birtles |                   |                                         |

| Nottingham 1º novembre 1978 2º turno - Ritorno                        | Nottingham Forest | 5 – 1 | AEK Atene | City Ground (38 069 spett.) |
| \| \| \| \| \| Needham Woodcock Anderson Birtles , \| Marcatori \| \| |                   |       |           |                             |
|                                                                       |                   |       |           |                             |
| Needham Woodcock Anderson Birtles ,                                   | Marcatori         |       |           |                             |

| Nottingham 7 marzo 1979 Quarti di finale - Andata                 | Nottingham Forest | 4 – 1 | Grasshoppers | City Ground (31 949 spett.) |
| \| \| \| \| \| Lloyd Gemmill Birtles Robertson \| Marcatori \| \| |                   |       |              |                             |
|                                                                   |                   |       |              |                             |
| Lloyd Gemmill Birtles Robertson                                   | Marcatori         |       |              |                             |

| Zurigo 21 marzo 1979 Quarti di finale - Ritorno | Grasshoppers | 1 – 1   | Nottingham Forest | Hardturm (7 800 spett.) |
| \| \| \| \| \| \| Marcatori \| O'Neill \|       |              |         |                   |                         |
|                                                 |              |         |                   |                         |
|                                                 | Marcatori    | O'Neill |                   |                         |

| Nottingham 11 aprile 1979 Semifinale - Andata              | Nottingham Forest | 3 – 3 | Colonia | City Ground (40 804 spett.) |
| \| \| \| \| \| Bowyer Birtles Robertson \| Marcatori \| \| |                   |       |         |                             |
|                                                            |                   |       |         |                             |
| Bowyer Birtles Robertson                                   | Marcatori         |       |         |                             |

| Colonia 25 aprile 1979 Semifinale - Ritorno | Colonia   | 0 – 1  | Nottingham Forest | Müngersdorfer Stadion (60 000 spett.) |
| \| \| \| \| \| \| Marcatori \| Bowyer \|    |           |        |                   |                                       |
|                                             |           |        |                   |                                       |
|                                             | Marcatori | Bowyer |                   |                                       |

| Arbitro: | Erich Linemayr |

|         |           |  |
| Francis | Marcatori |  |

### Charity Shield
| Arbitro: | Reeves |

|                                 |           |  |
| O'Neill , Lloyd Withe Robertson | Marcatori |  |